# Misato, Akita

Misato (美郷町 Misato-chō?) este un oraș în Japonia, în districtul Senboku al prefecturii Akita.